# 3673 Levy
3673 Levy је астероид главног астероидног појаса чија средња удаљеност од Сунца износи 2,344 астрономских јединица (АЈ).
Апсолутна магнитуда астероида је 13,0.